# Lara Logan
Pour les articles homonymes, voir Logan.
Lara Logan, née le 29 mars 1971 à Durban, est une journaliste et correspondante de guerre sud-africaine.

## Biographie

### CBS
À partir de 2002, elle travaille pour CBS News, comme correspondante en chef pour la politique internationale (foreign affairs, politique étrangère). Elle est notamment correspondante de guerre, embarquée aux côtés des forces armées américaines, sur les théâtres de guerre en Afghanistan et en Irak. Elle couvre plus tard le printemps arabe.

#### Agression sexuelle place Tahrir
Durant l'émission 60 minutes de CBS, le 1er mai 2011, Lara Logan raconte l'agression sexuelle qu'elle a subi place Tahrir, le 15 février 2011, afin de « témoigner de l'habitude de tels assauts sexuels en Égypte et afin de briser le silence concernant les violences sexuelles faites aux femmes reporter lorsque celles-ci font leur travail,,, ».
Selon son récit, durant une quarantaine de minutes, elle aurait été battue et violée par la foule masculine, subissant attouchements, pénétrations (doigts), coups, arrachements du cuir chevelu et aurait été dépouillée de tous ses vêtements alors qu'elle faisait un reportage en direct pour CBS News correspondent. Elle estime qu'entre 200 et 300 personnes ont été impliquées dans cette agression sexuelle,.
CBS déclara plus tard ne pas savoir qui étaient précisément les agresseurs et qu'il n'y avait donc personne de poursuivi pour ces faits.
Après avoir quitté CBS en 2013 en raison d'erreurs dans un reportage sur l'attaque de Benghazi, elle passe dans les médias conservateurs.

### Fox News

#### Remarques à propos du Dr Anthony Fauci
En novembre 2021, alors qu'elle commente pour Fox News, Logan compare le Dr Anthony Fauci au nazi Josef Mengele. Lors d'une discussion sur la variante Omicron du SRAS-CoV-2 , elle déclare : « Et donc à ce moment-là, ce que vous voyez sur le Dr Fauci, c'est ce que les gens me disent, que pour eux il ne représente pas la science. Il représente Josef Mengele, le Dr Josef Mengele, le médecin nazi qui a fait des expériences sur les Juifs pendant la Seconde Guerre mondiale et dans les camps de concentration, et je parle de gens partout dans le monde le disent. ».
Plusieurs groupes juifs de premier plan et le musée d'Auschwitz ont condamné ses propos.
En avril 2022, elle déclare que Fox News l'a poussée dehors à la suite de ses propos sur Fauci.